# Vernon (Petite Sauldre)
Der Vernon ist ein kleiner Fluss in Frankreich, der im Département Cher in der Region Centre-Val de Loire verläuft. Er entspringt unter dem Namen Ruisseau du Pré au Merle beim Weiler Les Châtelets, im westlichen Gemeindegebiet von Neuilly-en-Sancerre, entwässert in einer S-Kurve generell in westlicher Richtung und mündet nach rund 19 Kilometern im Gemeindegebiet von Ivoy-le-Pré als rechter  Nebenfluss in die Petite Sauldre.

## Orte am Fluss
(Reihenfolge in Fließrichtung)
- Les Châtelets, Gemeinde Neuilly-en-Sancerre
- La Ferlaterie, Gemeinde La Chapelotte
- Henrichemont
- Les Dieux, Gemeinde Ivoy-le-Pré